# Михайловка (Рыбницкий район)
Миха́йловка — село в Рыбницком районе непризнанной Приднестровской Молдавской Республики. Административный центр Михайловского сельсовета, куда кроме села Михайловка также входит село Журка.
Административный центр село Михайловка был основан в  1780 году. На территории сел Михайловска и Журка, общей площадью 3,29 кв. км, располагаются 372 двора, в которых проживают  658  жителей, в т.ч. 39 дошкольников, 67 школьников, 162 пенсионера.
На территории  населенных пунктов функционируют молдавская основная общеобразовательная школа – детский сад, дом культуры, библиотека, а также фельдшерско-акушерский пункт. 
Общая площадь земель –  2047 га, земель сельскохозяйственного назначения – 1936 га, из них  предоставлены ООО «Михайловка-Агро» – 1271 га, остальное –  фермерским (крестьянским) хозяйствам. Проложены 7 км сетей водоснабжения, имеются 4 общественных колодца. Протяженность газопровода среднего и низкого давления  – 10,5 км, газифицированы – 137 домов. Телефонизированы 237 домов.